# Viera Podhányiová
Viera Podhányiová (Aranyosmarót, 1960. szeptember 19. –) olimpiai ezüstérmes csehszlovák válogatott szlovák gyeplabdázó, kapus.

## Pályafutása
A Calex Zlaté Moravce gyeplabdázója volt. Tagja volt az 1980-as moszkvai olimpián ezüstérmes csehszlovák válogatottnak. Az 1984-es lille-i Európa-bajnokságon kilencedik lett a csapattal.

## Sikerei, díjai
- Olimpiai játékok
  - ezüstérmes: 1980, Moszkva